# The CD2 Sessions: Live in London 7 12 2002
The CD2 Sessions: Live in London 7 12 2002 – album koncertowy niemieckiego muzyka Aleca Empire, nagrany 7 grudnia 2002 roku w londyńskim Institute of Contemporary Arts i wydany 9 czerwca 2003 roku przez Digital Hardcore Recordings. Koncert zawiera utwory bazujące na materiale nagranym w 2001 roku z płyty CD2 dołączonej do albumu Intelligence and Sacrifice.

## Lista utworów
1. "S.U.C.T.I.O.N"
2. "Synthetic Movement"
3. "Technological Warfare"
4. "Alec's Ladder"
5. "From Dream to Reality"
6. "2641998"
7. "Breakdown"
8. "The Gameboy Off-Show"
9. "Back to the Rhythm"
10. "Electric Bodyrock"
11. "Waiting for the End that Never Came"
12. "Low Down"